# Bảo tàng Kiến trúc gỗ Łódź
Bảo tàng ngoài trời Kiến trúc gỗ Łódź là một phần không thể thiếu của Bảo tàng Dệt may Trung ương ở Łódź. Nó nằm trên trục chính của Łódź, Phố Piotrkowska, bên cạnh Công viên Władysław Reymont.

## Lịch sử
Ý tưởng thành lập một bảo tàng ngoài trời mô tả chi tiết kiến trúc bằng gỗ của khu vực này xuất phát từ Krystyna Kondratiukowa, giám đốc đầu tiên và người sáng lập Bảo tàng Dệt may Trung ương. Ý tưởng này đã không được thực hiện cho đến năm 2002, khi hai kiến trúc sư Anita Luniak và Teresa Mromlińska đã giành được một gói thầu cho việc thiết kế kiến trúc này. Bảo tàng đang được xây dựng từ tháng 9 năm 2006 đến tháng 5 năm 2008 và cuối cùng đã mở cửa cho khách tham quan vào tháng 9 năm 2008.

## Triển lãm
Các đối tượng thu thập được là đại diện tiêu biểu của kiến trúc ở Łódź vào đầu thế kỷ 19-20. Những mẫu vật này bao gồm một nhà thờ (được vận chuyển từ Nowosolna), một biệt thự mùa hè (được vận chuyển từ Ruda Pabianicka), một ngôi nhà một tầng dành cho công nhân (từ đường Mazowiecka), trạm dừng xe điện bằng gỗ (từ Zgierz) và bốn ngôi nhà của thợ thủ công (từ Żeromskie, Đường Mazowiecka và Kopernika). Các yếu tố bổ sung như đèn, giếng, biển báo với tên đường, hoàn thành việc tái thiết tại thời điểm đó. Tòa nhà chứa các triển lãm của các nghề thủ công khác nhau như dệt và gốm sứ, và một số là các xưởng hoạt động. Du khách có thể mua các sản phẩm được sản xuất bởi các nhà sản xuất và tham gia vào các hoạt động được tổ chức ở đó.